# Culex bandoengensis
Culex bandoengensis är en tvåvingeart som beskrevs av Steffen Lambert Brug 1939. Culex bandoengensis ingår i släktet Culex och familjen stickmyggor. Inga underarter finns listade i Catalogue of Life.